# Hrabstwo Washington (Wirginia)

Piramida wieku hrabstwa

Hrabstwo Washington – hrabstwo w USA, w stanie Wirginia, według spisu z 2000 roku liczba ludności wynosiła 51 103. Siedzibą hrabstwa jest Abingdon.

## Geografia
Według spisu hrabstwo zajmuje powierzchnię 1466 km², z czego 1458 km² stanowią lądy, a 8 km² – wody.

### Miasta
- Abingdon
- Damascus
- Glade Spring

### CDP
- Emory
- Meadowview

### Sąsiednie hrabstwa
- Hrabstwo Smyth
- Hrabstwo Grayson
- Hrabstwo Johnson (Tennessee)
- Hrabstwo Sullivan (Tennessee)
- Hrabstwo Scott
- Hrabstwo Russell